# Andrićev venac
Andrićev venac (en serbe cyrillique : Андрићев венац) est une rue et un quartier de Belgrade, la capitale de la Serbie. Il est situé dans la municipalité de Stari grad.

## Localisation
Le quartier d'Andrićev venac est situé dans un triangle formé par les rues Kralja Milana et Kneza Miloša, deux rues importantes du centre-ville de Belgrade, le dernier côté de ce triangle étant constitué par la rue-promenade qui porte le même nom que le quartier tout entier. Andrićev venac se trouve à environ 400 m de Terazije, souvent considéré comme le cœur de la capitale serbe. Il s'étend jusqu'au quartier de London au sud, celui de Terazije à l'ouest, Krunski venac à l'est, jusqu'au Pionirski park (le « parc des Pionniers ») au nord et à la place Nikola Pašić au nord-ouest.

## Caractéristiques

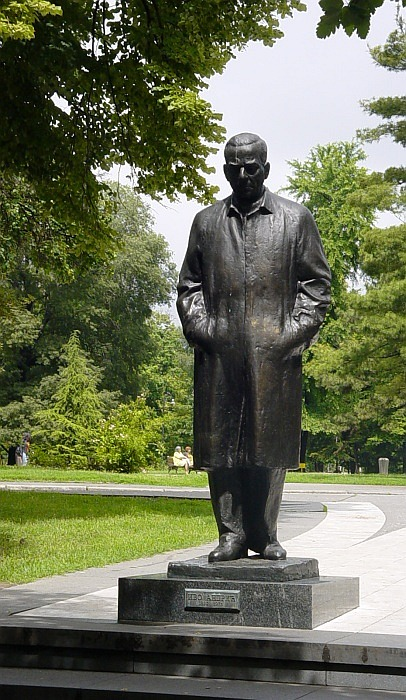
Statue d'Ivo Andrić

La partie centrale d'Andrićev venac est une zone piétonnière constituée par une courte promenade pavée qui relie le Pionirski park et la rue Kralja Milana. Cette rue-promenade est ainsi nommée en hommage au prix Nobel de littérature yougoslave Ivo Andrić ; un musée mémoriel, situé sur la promenade, lui est consacré. Cette promenade offre ses bancs aux promeneurs. On y trouve des tilleuls (Tilia euchlora Koch.), protégés en raison de leur rareté. La promenade est agrémentée d'un ruisseau artificiel alimenté par une fontaine située au pied de la statue d'Ivo Andrić. Le quartier prend une allure artiste, avec plusieurs galeries, comme la Galerija Ozone, et plusieurs librairies, situées à l'est de la promenade.
La partie ouest de la promenade, quant à elle, est occupée par le bâtiment de la présidence de la république de Serbie, connu sous le nom de Novi dvor, le « Nouveau palais ». Cet édifice, construit entre 1913 et 1918 sur les plans de l'architecte Stojan Titelbah pour servir de résidence au roi Pierre Ier de Serbie, est séparé par une pelouse du Stari dvor (le « vieux palais »), construit pour la dynastie des Obrenović. Pierre Ier mourut en 1921 et son fils, le roi Alexandre Ier de Yougoslavie, en fut le premier occupant, à partir de 1922. Le Novi dvor fut le lieu de résidence de la cour royale de Yougoslavie jusqu'à l'assassinat d'Alexandre à Marseille en 1934. La cour fut alors transférée au palais Blanc (Beli dvor), situé dans le quartier de Dedinje. C'est en 1974 que le bâtiment est devenu la résidence officielle du président de la république de Serbie.